# Айно Каллас
Айно Крон, у шлюбі Каллас (фін. Aino Kallas, *2 серпня 1878, садиба Кійскіля біля Виборга, Фінляндія — †9 листопада 1956, Гельсінкі) — фінська письменниця. Писала пісні, новели, романи та драматичні твори.
Багато років працювала у дипломатичних структурах, жила також на еміграції в Швеції. Події творів часто пов'язувала із місцями свого проживання, зокрема з Естонією, де також мешкала тривалий час.

## Життєпис

### Дитинство і юність
Айно Каллас народилася в садибі Кійскіля (нині Подберезьє) недалеко від Виборга, яка належала знатній виборзькій родині Крон. Її батьком був письменник Юліус Крон, який періодично видавався під псевдонімом Суоніо. Мати, Марія Ліндроос, очолювала Фінську школу для дівчат. У садибі Кійскіля Айно провела свої дитячі роки. Виховувалась в аристократичному середовищі в Гельсінкі.
Творчий шлях Айно Крон почала у 16 років. У фокусі її інтересів часто виявлялися питання про коріння людини. Коло цих інтересів виразилося в збірниках «Пісні й балади» і «Кірсті», а також в автобіографічній повісті «Катінька Рабе», присвяченому дитинству письменниці. Місцем дії є батьківський маєток під Виборгом. Айно вважала, що багато чого в ній визначило дитинство, і з повагою ставилася до всього з ним пов'язаного, згодом вона неодноразово відвідувала рідні місця.

### Життя в Естонії
В 1900 році Айно Крон стала дружиною майбутнього естонського дипломата, доктора Філіппа Оскара Калласа (1868–1946). У шлюбі народила п'ятьох дітей: Вирве, Лайне, Сулев, Хиллар і померлий у дитинстві Лембит. Спочатку родина жила в Петербурзі, в 1904 році переїхала в Дерпт (нині Тарту, Естонія). Айно Каллас дуже захопилася історією і культурою Естонії, тісно співпрацювала з естонською національною літературно-прогресивною групою «Noor-Eesti» (Молода Естонія), що виступала за створення національної естонської держави.
Новели, написані Каллас у цей період, перейняті естонською національною ідеєю. Найбільшу популярність одержав збірник новел «За морем» (1904–1905) з двох частин. За ним пішла новела «Антс Раудъялг», в якій письменниця з реалістичною точністю описує соціальний стан в Естонії того часу й важке становище естонського народу, що перебував під гнітом остзейсько-німецьких баронів і російської влади.

#### Стосунки з Ейно Лейно
Поворотний момент у творчості Айно Каллас ознаменував збірник новел «Місто кораблів, що спливають» (1913). Цей твір написаний під впливом символізму і містить повно міфічних образів. У цей період в житті Каллас трапилося багато потрясінь, насамперед — зустріч із поетом Ейно Лейно в 1915 році. Повернувшись з Італії, Лейно, ловелас із псевдонімом «сумний», втомився від богемного життя. З перших днів їх стосунки мали відбиток трагедії. Каллас самовіддано намагалася допомогти Лейно повернути творчі сили й віру в майбутнє, щоб повернути Фінляндії її поета, і протягом 1916—1919 років розривалася між стосунками. Однак погрози самогубства чоловіка й страх за долю дітей стали непереборною перешкодою почуттям.
Безвихідність відносин лягла в основу подальших добутків як Лейно, так і Каллас. Лейно описав це у збірнику «Пісні герцога Юхана й Катарини Ягеллонки», а Каллас вибрала ім'я головної героїні псевдонімом для біографічної повісті «Катинька Рабе». Вона випустила збірник новел «Чужа кров», головною темою якого є любов, непереможна сила якої або долає всі перешкоди, або знаходить вихід у смерті. Любов у розумінні письменниці — доля, сила, що не підкоряється розуму; любов визначає поведінку людини. Про свою трагічну любов з Лейно вона розповіла у своїх щоденниках лише в 1950 році, незадовго до смерті.

### Лондонський період
В 1920-ті роки чоловік Каллас став послом Естонської республіки у Великій Британії, тому наступні 12 років письменниця жила в Лондоні. Проте на літо Каллас усамітнювалася від напруженого й метушливого лондонського життя на невеликому острові Гіюмаа, де черпала натхнення для творчості. Романи, створені Каллас у цей період — «Барбара фон Тізенхузен», «Пастор з Рейгі», «Наречена вовка» — написані в архаїчному стилі й перейняті мотивами естонських і лівських легенд. У цих творах відбита жагуча, божевільна любов, що приносить щастя, але водночас веде до смерті.

### Останні роки
У наступні роки Каллас пише п'єси, такі як «Марі і її син» і «Вирсавія на острові Сааремаа», по яких композитор Тауно Пюлккянен написав опери. Після радянської окупації Естонії родина тікає у Швецію, де чоловік незабаром вмирає. В 1944–1953 роках Айно Каллас жила в Стокгольмі; за ці роки вона опублікувала 6 томів щоденників і мемуарів. В 1953 році повернулася в рідну Фінляндію, де померла за три роки.
Узимку 2007 року в архіві видавництва Otava було знайдено листування Каллас із есеїсткою і критикинею Ганною-Марією Талльгрен, що нараховує майже 100 листів. Це листування опублікувала Сілья Вуорікуру навесні 2008 року під назвою «Мистецтво життя». Вуорікуру написала дисертацію про Айно Каллас, зібравши велику кількість раніше не опублікованих матеріалів, пов'язаних з письменницею, у тому числі втрачений рукопис «Вирсавії» з Естонського літературного музею.

## Твори
- Повість Reigin pappi (Пастор з Рейгі, 1926),
- Збірка віршів Kuoleman joutsen (Лабета смерті, 1942),
- Мікроповість Sudenmorsian (Наречена вовка), 1928,
- Щоденники 1952—1957.